# DTMB
|  | Si cerqueu altres usos, vegeu Deutsches Technikmuseum Berlin. |

| Llista d'Estàndards DVB |
| Família DVB (Europa) |
| --- |
| |
| DVB-S (Satèl·lit) - DVB-S2 DVB-T (Terrestre) - DVB-T2 DVB-C (Cable) - DVB-C2 DVB-H (Dispositius Mòbils) - DVB-SH (Terrestre/Satèl·lit) - DVB-T2-Lite (Terrestre) |
| |
| Família ATSC (EUA) |
| |
| ATSC (Terrestre/Cable) ATSC-M/H (Dispositius Mòbils) |
| |
| Família ISDB (Japó/Brasil) |
| |
| ISDB-S (Satèl·lit) - ISDB-S3 ISDB-T (Terrestre) - SBTVD / ISDB-Tb (Internacional) - 1seg (Dispositius Mòbils) - ISDB-Tmm - ISDB-Tsb (ràdio) ISDB-C (Cable)       |
| |
| Família DTMB Xina |
| |
| DMB-T/H (Terrestre/Mòbil) ADTB-T (Terrestre) CMMB (Dispositius Mòbils) DMB-T (Terrestre)                                                                         |
| |
| Família DMB (Corea) |
| |
| T-DMB (Terrestre) S-DMB (Satèl·lit) |
| |
| MediaFLO |
| |
| Codecs |
| Video - MPEG-2 - H.264/MPEG-4AVC Audio - MP3 - AC-3 - AAC - HE-AAC                                                                                               |
| |
| Bandes de Freqüència |
| |
| VHF |
| UHF |
| SHF |

DTMB (Digital Terrestrial Multimedia Broadcast) és l'estàndard de Televisió Digital Terrestre per a terminals fixes i mòbils emprat a la República Popular Xina, Hong Kong i Macau. Tot i que inicialment aquest estàndard va rebre el nom de DMB-T/H (Radiodifusió multimèdia digital-Terrestrial/Handheld), el nom oficial que es va escollir és DTMB.
Sistemes de TDT. Els països que utilitzen DTMB o DMB-T/H es mostren en color vermell.

## Resum
El DTMB sorgeix de la fusió entre els estàndards ADTB-T (desenvolupat per la Universitat de Shanghai Jiao Tong, Shanghai), DMB-T (desenvolupat per la Universitat Tsinghua, Beijing) i el TiMi (Terrestrial Interactive Multiservice Infrastructure), que és l'estàndard que va proposar l'Acadèmia de Ciències de Radiodifusió l'any 2002.
En un principi, les Universitats de Shanghai Jiao Tong i Tsinghua, careixien de mitjans i de força política suficients com per a convertir els seus respectius estàndards en una tecnologia única, així que la decisió final va ser optar per un doble estàndard, que fusionat amb l'estàndard TiMi 3, va donar resposta a una necessitat de compatibilitat amb versions anteriors.
El DTMB comença la seva formació el 2004 amb una proposta de fusió i es consolida com a format de difusió DTT el 2006:

### DTMB a la Xina
- 2005 període de proves[1]
- 18/08/2006 adopció formal com a estàndard de DTT[1]
- 2008 conversió al sistema digital[1]
- 2015-2018 fi de radiodifusió analògica[1]

### DTMB a Hong Kong
- 18/08/2006 adopció formal com a estàndard de DTT[1]
- 31/12/2007 conversió al sistema digital[1]
- 2012 fi de radiodifusió analògica[1]

### DTMB a Macau
- 18/08/2006 adopció formal com a estàndard de DTT[1]

## Prestacions
A més de les funcions bàsiques del servei de televisió tradicional, el DTMB dona cabuda a nous serveis addicionals utilitzant el sistema de radiodifusió de televisió. El sistema DTMB és compatible amb la recepció fixa (coberta i a l'aire lliure) i mòbil de la televisió digital terrestre (TDT).
- Recepció mòbil: és compatible amb la radiodifusió de TV digital en definició estàndard (SD), la radiodifusió d'àudio digital, la radiodifusió multimèdia i servei de dades de radiodifusió.

- Recepció fixa: a més dels serveis abans esmentats, també és compatible amb la radiodifusió de TV digital en alta definició (HD).

L'estàndard DTMB utilitza moltes tecnologies avançades per tal de millorar el seu rendiment, com per exemple: un codi pseudo-aleatori de soroll (PN-pseudo-random noise) com a interval de guarda que permet una sincronització més ràpida del sistema i una estimació de canal més precisa; codificació LDPC (low-density parity-check) com a protecció contra errors; modulació TDS-OFDM (time domain synchronization – orthogonal frequency division multiplexing) que permet la combinació de radiodifusió en SD, HD i serveis multimèdia, etc.
Aquest sistema dona flexibilitat als serveis que s'ofereixen al suportar la combinació de Xarxes de Freqüència Única (SFN-single frequency network) i xarxes de freqüències múltiples (MFN-multi frequency network). Els diferents modes i paràmetres poden ser triats segons el tipus de servei i l'entorn de la xarxa.
La seqüència de la trama pseudo-aleatòria és definida en el domini temporal, i la trama amb la informació de la transformada discreta de Fourier (DFT) és definida en el domini freqüencial. Les dues trames es multiplexen en el domini temporal, donant lloc a la sincronització en el domini temporal (TDS).

### Esquema de funcionament
Aquest sistema de transmissió realitza la conversió del senyal d'entrada de dades a la sortida de senyal de TV terrestre.
El flux d'entrada de dades passa pel codificador, pel procés de protecció contra errors FEC (forward error correction), pel procés d'assignació de constel·lació i a continuació el dispersor processa la informació per crear els blocs bàsics de dades. El bloc de dades i la informació TPS són multiplexats, i passen pel processador de dades per formar l'estructura del cos. Es combina la informació del cos i la capçalera per formar la trama i aquesta es passa pel filtre SRRC (square root raised cosine) per convertir-se en un senyal dins d'un canal d'amplada de banda de 8 MHz. Finalment es modula el senyal per situar-lo a la banda de freqüències corresponent.

### Característiques
- taxa de transmissió de bits: de 4.813 Mbps a 32.486 Mbps
- difusió de SD, HD, i serveis multimèdia
- flexibilitat de serveis
- processament de dades en domini temporal i freqüencial
- difusió d'entre 6 i 15 canals en SD i 1 o 2 en HD
- mateixa qualitat de recepció que el cable
- transmissió de qualitats "acceptables" de senyal per a receptors HDTV movent-se a velocitats de fins a 200 km/h